# Робак, Эмиль
Эмиль Пакебба Джуф Робак (швед. Emil Pakebba Joof Roback; род. 3 мая 2003, Швеция) — шведский футболист, нападающий итальянского «Милана», выступающий на правах аренды за «Норрчёпинг».

## Клубная карьера
Футболом начинал заниматься в «Норрчёпинге». Затем некоторое время выступал за «Слейпнер» и «Вестерханинге», после чего вернулся обратно. В 2015 году перебрался в молодёжную команду столичного «Хаммарбю». В 2018 году в её составе выиграл молодёжное первенство страны. 3 января 2020 года подписал с клубом свой первый профессиональный контракт. Весной того же года интерес к нападающему проявляли мюнхенская «Бавария» и лондонский «Арсенал». На правах аренды выступал в первом шведском дивизионе за «Фрей», в составе которого провёл 8 игр. 25 июня 2020 года дебютировал за «Хаммарбю» в четвертьфинальном матче кубка Швеции против «Гётеборга», заменив на 74-й минуте Имада Халили.
14 августа 2020 года перешёл в итальянский «Милан». По информации шведских СМИ сумма сделки составила от 15 до 20 миллионов шведских крон. Выступал за молодёжную команду клуба. В декабре 2020 года впервые попал в заявку основной команды на матч Серии A с «Сассуоло», но на поле не появился. 13 января 2022 года дебютировал за клуб в домашнем матче 1/16 финала кубка Италии с «Дженоа», заменив на 118-й минуте Оливье Жиру.
31 августа 2022 года на правах аренды до конца сезона в датский «Норшелланн». За время аренды провёл за основной состав только один матч. 12 октября принял участие в игре третьего раунда кубка Дании с «Баллеруп-Скоулунне», выйдя на замену в середине второго тайма. В начале января 2023 года арендное соглашение было расторгнуто и Робак вернулся в «Милан».
25 марта 2023 года отправился в аренду в «Норрчёпинг». 9 апреля в матче против АИК дебютировал за клуб в чемпионате Швеции, заменив на 90-й минуте Виктора Линна.

## Клубная статистика
| Выступление      | Выступление      | Выступление      | Лига | Лига | Кубки | Кубки | Конт. кубки | Конт. кубки | Итого | Итого |
| Клуб             | Лига             | Сезон            | Игры | Голы | Игры  | Голы  | Игры        | Голы        | Игры  | Голы  |
| ---------------- | ---------------- | ---------------- | ---- | ---- | ----- | ----- | ----------- | ----------- | ----- | ----- |
| Хаммарбю         | Алльсвенскан     | 2020             | 0    | 0    | 1     | 0     | 0           | 0           | 1     | 0     |
| Хаммарбю         | Итого            | Итого            | 0    | 0    | 1     | 0     | 0           | 0           | 1     | 0     |
| → Фрей           | Дивизион 1       | 2020             | 7    | 0    | 0     | 0     | 0           | 0           | 7     | 0     |
| → Фрей           | Итого            | Итого            | 7    | 0    | 0     | 0     | 0           | 0           | 7     | 0     |
| Милан            | Серия A          | 2021/22          | 0    | 0    | 1     | 0     | 0           | 0           | 1     | 0     |
| Милан            | Итого            | Итого            | 0    | 0    | 1     | 0     | 0           | 0           | 1     | 0     |
| → Норшелланн     | Суперлига        | 2022/23          | 0    | 0    | 1     | 0     | 0           | 0           | 1     | 0     |
| → Норшелланн     | Итого            | Итого            | 0    | 0    | 1     | 0     | 0           | 0           | 1     | 0     |
| → Норрчёпинг     | Алльсвенскан     | 2023             | 1    | 0    | 0     | 0     | 0           | 0           | 1     | 0     |
| → Норрчёпинг     | Итого            | Итого            | 1    | 0    | 0     | 0     | 0           | 0           | 1     | 0     |
| Всего за карьеру | Всего за карьеру | Всего за карьеру | 8    | 0    | 3     | 0     | 0           | 0           | 11    | 0     |